# Louis Armand (spéléologue)
 (décembre 2018).
Pour les articles homonymes, voir Louis Armand et Armand.
Louis Armand (1854-1921) est un spéléologue français.

## Biographie
Louis Armand est né le 23 août 1854 à Parrache sur le territoire de la commune de Vabres-l'Abbaye près de Saint-Affrique dans l'Aveyron. 
Fils de Jacques Armand et d'Eulalie Rascalou, il s'installe comme forgeron au Rozier, dans le département voisin de la Lozère.
Ses compétences le font remarquer par Édouard-Alfred Martel qui l'associe à ses campagnes d'explorations spéléologiques pendant vingt ans. Édouard-Alfred Martel va même lui demander de concevoir et d'installer les équipements des infrastructures de la grotte de Dargilan qui ouvrira ses portes au public en 1890.
Il épouse Irma Girard.
Il meurt le 22 janvier 1921 au Rozier (Lozère) d'une affection de l'estomac.

## Activités spéléologiques
Édouard-Alfred Martel (1859-1938), considéré comme le père de la spéléologie moderne, confie à Louis Armand quelques travaux pour équiper ses premières prospections souterraines, réalisées à proximité. Martel fit la connaissance d'Armand au village du Rozier par l’entremise d’Adrien Fabié, Maire de Peyreleau et de Louis Curvelier, voiturier au Rozier. Armand lui répara avec tant de dextérité les pièces détériorées de son canot pliant qu'il lui demanda aussitôt de faire partie de son équipe. Dès la deuxième campagne de Martel (1889), Armand en était promu contremaître. Émile Foulquier et Hippolyte Gausse l'assistaient. Louis Armand se passionne alors pour cette discipline naissante, devenant successivement le compagnon, le contremaître et enfin l'ami de Martel.

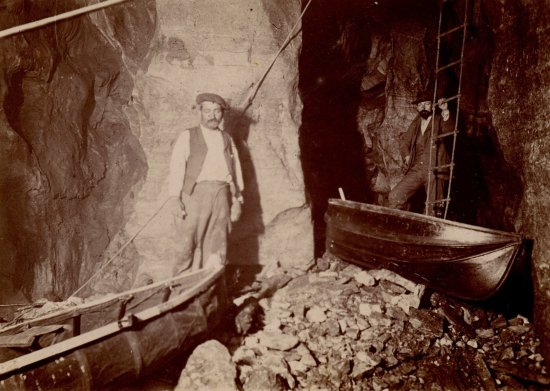
Louis Armand (à gauche) et Clément Drioton (à droite) lors de l'exploration du Creux du Soucy en 1905.

Pendant vingt ans, jusqu'en 1907, il fut de la plupart des expéditions souterraines du maître : Causses majeurs du Rouergue et du Gévaudan avec Gabriel Gaupillat, Ardèche et Vaucluse (1892), Côte-d'Or (1904-1905), grand canyon du Verdon (1905-1906) calanques et clues de Provence (1907), Lot et Dordogne, etc. et suivit ce dernier aux îles Baléares lors d'une campagne organisée, en 1896, à l'instigation de l'archiduc d'Autriche, Léopold Salvator. En sa compagnie, il effectue notamment la première descente dans un gouffre qui sera baptisé l'aven Armand.
Martel écrit de lui, en 1922 :

« Il faut dire que partout, il a grandement assuré le succès par ses remarquables dons d'adresse, d'initiative, de compréhension, de force et de courage. Quant au dévouement (le mot doit être répété), il ne sera pas possible de relater ici les trop nombreuses circonstances où son sang-froid, son juste coup d'œil, son mépris du danger ont positivement sauvé la vie à plusieurs de ses compagnons. Enfin, en témoignant le plus profond respect à son intégrité, son désintéressement, sa modestie, son enthousiasme de chercheur, on n'aura pas encore épuisé la liste des rares qualités qui ont fait de lui le plus précieux et le plus regretté des collaborateurs… Je ne rappellerai point la liste des livres et mémoires où sont relatés en détail les exploits d'Armand. Ce serait donner la bibliographie de mes propres ouvrages. »

Louis Armand, lorsqu'il n'était pas en campagne avec Martel, se faisait embaucher par d'autres explorateurs (Armand Viré, Jacques Maheu) et, entre-temps, continuait à exercer son métier de forgeron en réalisant des aménagements touristiques dans des gorges et dans des grottes : grotte de Dargilan, Tindoul de la Vayssière, gouffre de Padirac dont il a construit le grand escalier métallique de 36 mètres.

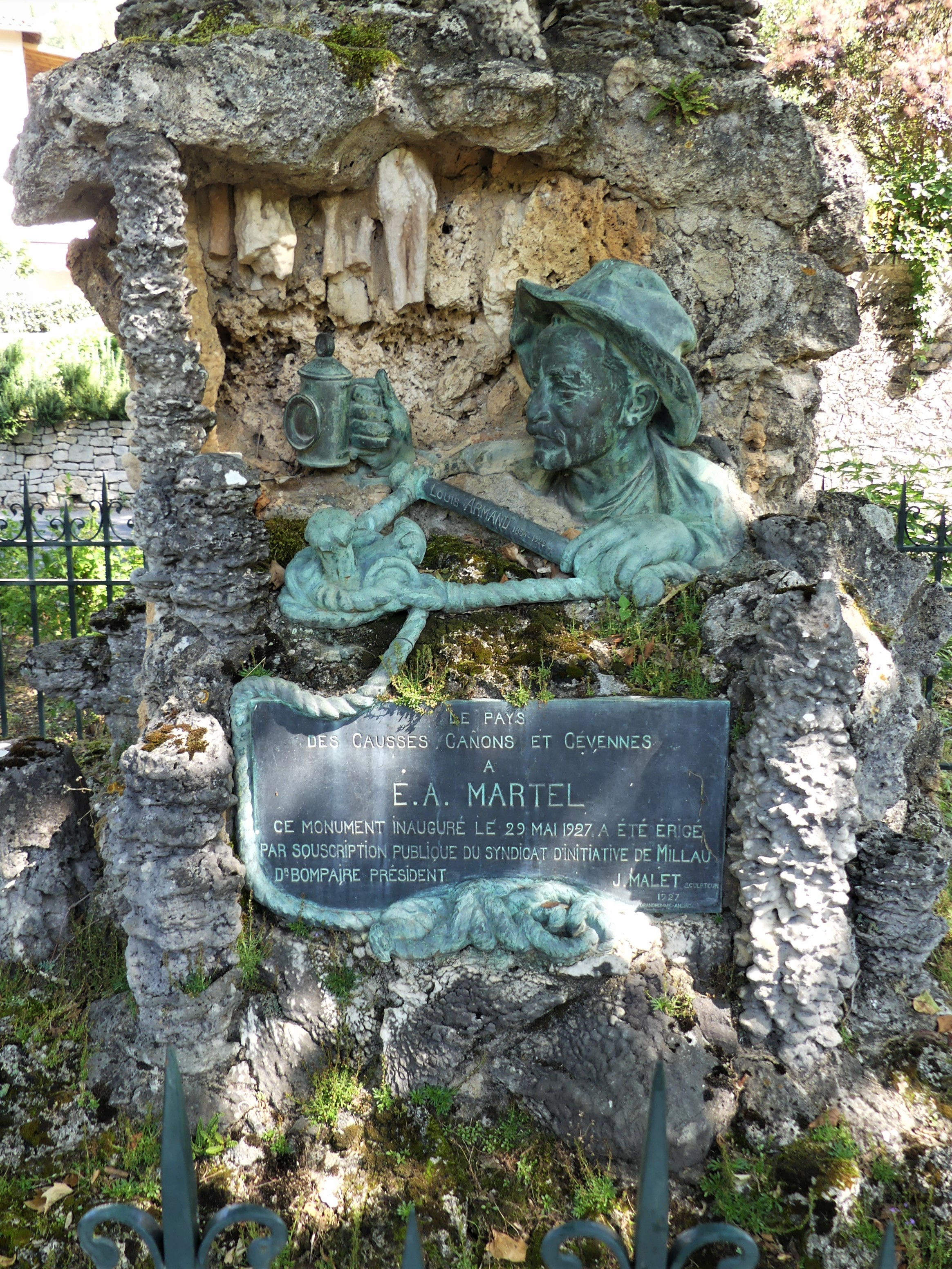
Monument à Edouard-Alfred Martel et Louis Armand à Mostuéjouls (Aveyron).

## Récompenses et hommages
- Louis Armand obtient la médaille du Club cévenol en 1899[2],[3].

- Chevalier de l'ordre du Mérite agricole. À l'instigation d'Édouard-Alfred Martel, il est fait chevalier du Mérite agricole le 30 janvier 1906.
- En reconnaissance, Martel a tenu à associer Armand au monument qui lui a été dédié de son vivant. Ce monument a été érigé par souscription publique sur la commune de Mostuéjouls, au pont de la Muse, confluent du Tarn et de la Jonte, par le sculpteur Joseph Malet. Il fut inauguré le 11 juin 1927, en même temps que l'aven Armand, 30 ans après la découverte de celui-ci.
- Une rue de Millau porte son nom[4].
- En octobre 2021, à l'occasion du centenaire de sa disparition, son nom est donné à un square au Rozier[5].